# بهرام أباد (بارس أباد)
بهرام أباد هي قرية في مقاطعة بارس أباد، إيران. عدد سكان هذه القرية هو 583 في سنة 2006.